# José Manuel Jiménez Berroa
José Manuel (Lico) Jiménez Berroa (Trinidad, 7 de diciembre de 1851 - Hamburgo, 15 de enero de 1917) fue un pianista y compositor cubano.

## Biografía
José Manuel Jiménez nació en Trinidad, Cuba, en la provincia de Las Villas, en una familia musical. Era hijo de María Andrea Berroa y del violinista José Julián Jiménez y fue bautizado en 1852 en la Iglesia Parroquial de la Santísima Trinidad. Su abuelo fue Francisco Nicasio Jiménez, orquesta y líder de la banda. Jiménez estudió música con su padre y su tía, la primera compositora de Cuba Catalina Berroa. 
A la edad de 16 años y durante 12 años (de 1867 a 1879) Berroa estuvo en Europa en compañía de Karl Werner. En dicho continente estudió piano con Georg Armbrust en Hamburgo, profesor de piano y órgano en el conservatorio local; y de Carl Reinecke e Ignaz Moscheles en el Conservatorio de Leipzig.
En 1876 ganó el primer premio en el Conservatorio de París, siendo discípulo de Antoine François Marmontel. 
Después de completar sus estudios, Jiménez realizó una gira como concertista de piano. Con su padre y su hermano Nicasio Jiménez, formó uno de los primeros conjuntos de afrodescendientes, llamado "Das Negertrio" y realizó giras con éxito en Europa, América y Cuba como solista y con el conjunto, tocando diversas composiciones románticas del siglo XIX.
Julián Jiménez y su hijo Manuel regresaron a Cuba en 1879, donde Manuel siguió una carrera concertística y enseñó piano en la ciudad de Cienfuegos desde 1881 hasta 1891 (aproximadamente). Manuel volvió a residir en Alemania y aceptó en 1891 un puesto como profesor de piano en el Conservatorio de Música de Hamburgo. Jiménez se casó con una mujer alemana en 1899, Emma Filter y tuvo tres hijos: Manuela, Adolfo y Andrea. Permaneció activo allí como concertista, compositor y maestro hasta su muerte el 15 de enero de 1917.

## Obras
Alcanzó gran éxito en todos sus conciertos y compuso varias piezas, entre las que destacan Elegía (premiada en el Certamen de la Exposición de Matanzas) y Rapsodias cubanas.